# Freedesktop.org

Free and open-source-software display servers and UI toolkits

freedesktop.org — инициативная группа по стандартизации различных графических сред пользователя для операционных систем POSIX. Хотя формально она не представляет стандартов, тем не менее большинство разработчиков опираются именно на рекомендации freedesktop. Группа определяет такие вещи, как формат ярлыков, взаимодействие с помощью перетаскивания и т. п.
Также freedesktop участвует в разработке ПО, например, полностью разрабатывает графическую пользовательскую среду Enlightenment.
Раньше называлась «X Desktop Group» и до сих пор использует аббревиатуру XDG.

## Размещённые на сайте проекты
Полный список см. на  . Краткий список приведён ниже:
- X.Org Server — свободная реализация X Window System.
  - XDND — механизм drag-and-drop.
  - XCB — низкоуровневая клиентская библиотека для протокола X11.
  - Direct Rendering Infrastructure (DRI) — фреймворк, предоставляющая безопасный прямой доступ к графическому устройству под X Window System.
- D-Bus — система межпроцессного и межсерверного взаимодействия.
- fontconfig — библиотека для конфигурации шрифтов X Window System.
  - Xft — анти-алиасинговые шрифты FreeType.
- Cairo — библиотека рендеринга векторной графики.
- Mesa — реализация OpenGL, OpenGL ES и Vulkan с поддержкой аппаратного ускорения.
- Avahi — свободная реализация Zeroconf.
- Poppler — библиотека рендеринга PDF.
- Wayland — протокол организации графического сервера для Linux и других UNIX-подобных операционных систем.
- LibreOffice — свободный и кроссплатформенный офисный пакет.
- GeoClue — предоставляет приложениям десктопа информацию о местоположении пользователя, используя доступные источники, прежде всего IP-адрес, при помощи базы данных GeoIP; параметры WiFi-сети и базу данных Mozilla Location Service для привязки известных сетей к координатам; приёмник A-GPS; GPS сторонних устройств, находящихся в локальной сети и другие.
- PolicyKit — тулкит, позволяющий непривилегированным приложениям использовать и настраивать привилегированные интерфейсы и сервисы.
- NetworkManager — позволяет приложениям использовать, настраивать и обнаруживать проводные и беспроводные сетевые подключения.
- GStreamer — потоковый мультимедиа фреймворк.
- PulseAudio — звуковой сервер и API.
- VDPAU — библиотека, ускоряющая декодирование видео с помощью GPU.

### Прекратившие развитие
- HAL — слой аппаратной абстракции.
- Движок GTK-Qt — унифицирует темы для GTK и Qt.